# المفازة (مدينة)
المفازة بلدة تقع بولاية القضارف في شرق السودان على ارتفاع 427 متر (1400 قدم) فوق سطح البحر.

ما بين خطي 13.35 درجة شمالا 34.32 درجة شرقاً بالتقريب على الضفة الشرقية لنهر الرهد وعلى بعد 310 كيلو متر (192 ميل) من الخرطوم وتتميز البلدة ببساتينها التي تنتج مختلف الخضروات والفواكهة خاصة فاكهة المانجو وبتركيبة سكانها المختلطة 
الأعراق والأجناس.

## التاريخ
يعود تاريخ إنشاء المفازة كمنطقة حضرية مأهولة إلى سنة 1821م، عندما قدم إليها المك نمر من شمال السودان اثناء انسحابه بجيوشه من هناك خلال غزو محمد علي باشا خديوي مصر للسودان بقيادة إبنه إسماعيل كامل باشا، وترك فيها بعض مرافقيه من قبيلة الجعليين التي ينتمي إليها. وكانت المنطقة تعرف من قبله باسم «ود نجم». وتحولت في العهد التركي المصري إلى مركز إداري استمر حتى في فترة الحكم الثنائي للسودان.

## التركيبة السكانية
وبسبب خصوبة الأرض وتوفر المياه المطرية والجوفية جذبت المنطقة أعدادا كبيرة من القبائل السودانية المختلفة من بينهم قبائل القواسمة ورفاعة والكواهلة، والجماعات الأثنية الأجنبية ممن توافدوا إلى السودان منذ عهد التركية السابقة كالأتراك و الشوام والمصريين الذين تزواجو بمرور الوقت مع السكان المحليين. 

## الإقتصاد
يعتمد اقتصادها أساساً على الزراعة والبستنة وتربية الحيوان.

## المناخ
يبلغ متوسط درجة الحرارة السنوي في المفازة 35 درجة مئوية(95 درجة فهرنهايت) واقصاها هو 40 درجة مئوية (104 درجة فهرنهايت) في شهر يوليو / تموز وادنى درجة للحرارة فيها هو حوالي 21 درجة مئوية (69 درجة فهرنهايت) في شهر فبراير / شباط. بينما يصل أعلى معدل لهطول الأمطار فيها في شهر يوليو / تموز ليسجل أكثر من 80 مليمترا (3.149 بوصة) ويتراجع في شهر نوفمبر / تشرين الثاني إلى أقل من 5 مليمترات (0.196 بوصة). وتنعدم الأمطار تماماً في الفترة ما بين شهري مايو / أيار ونوفمبر / تشرين الثاني.